# David Dein
David Dein, né le 7 septembre 1943, est l'ancien vice-président du club de football d'Arsenal.

## Arsenal
Il a fait partie de la direction du club londonien de 1983, année où il achète 16,6 % des actions du club jusqu'à sa démission en avril 2007. Il fut nommé vice-président en 1984 et était chargé de la gestion opérationnelle du club. À la suite du scandale ayant précipité le licenciement de l'entraîneur George Graham en 1995, David Dein fut chargé de mener à bien les transferts de joueurs. C'est lui qui recruta le successeur de Graham, le français Arsène Wenger.
David Dein fut vice-président de la Fédération d'Angleterre de football de 2000 à 2004, mais ce poste a été supprimé lors d'une restructuration. Il représente la fédération anglaise auprès du comité de l'UEFA chargé des compétitions de clubs et est également membre du conseil de direction du G14 depuis septembre 2004. En dehors du monde du football, il préside une fondation à but non lucratif, le fonds d'investissement anglais dans le théâtre.
Le mercredi 4 octobre 2006, il devient le président du G14, association regroupant les clubs de football les plus riches d'Europe.